# Mănăstirea Racovița (Belgrad)
Mănăstirea Racovița, biserica Sf. Mihail și Gavril la 15 km vest de Belgrad, biserică construită de Radu I Basarab, după unii între 1377-1383. Mănăstirea a fost sprijinită prin danii de domnitorii Țării Românești, printre care Constantin Brâncoveanu.